# 泰莱饭店大楼
泰莱饭店大楼（英語：Talati House Hotel）坐落于天津英租界的主要街道维多利亚道（今解放北路158号），该建筑目前为重点保护等级历史风貌建筑。由英籍印度人泰莱悌和英国人莱德劳共同兴建，并由比利时义品公司设计，并以出资人名字中文首字命名，为当时天津比较高级的涉外饭店之一。现为天津第一饭店。

## 建筑
泰莱饭店大楼面积7002平方米，钢筋混凝土结构，局部原为六层，设有通廊式雨厦的一层为餐厅，二、三层为旅店，四层以上是公寓式客房，二至四层外立面以黄褐色麻面砖和水刷石方壁柱为装饰，五层为通长挑檐式阳台，并在阳台上放设有透空花格式女墙。外檐局部加以欧洲古典装饰。内部均是内廊式，中部设有天井以便采光。是一座具有西欧古典主义建筑思潮的现代风格建筑。